# 1194
Évszázadok: 11. század – 12. század – 13. század
Évtizedek: 1140-es évek – 1150-es évek – 1160-as évek – 1170-es évek – 1180-as évek – 1190-es évek – 1200-as évek – 1210-es évek – 1220-as évek – 1230-as évek – 1240-es évek
Évek: 1189 – 1190 – 1191 – 1192 –  1193 – 1194 – 1195 – 1196 – 1197 – 1198 – 1199

## Események

### Határozott dátumú események
- február 20. – III. Vilmos szicíliai király (II. Roger szicíliai király unokája) trónra lépése (novemberben VI. Henrik német-római császár megfosztja trónjától).
- március – I. Richárd angol király váltságdíj és hűbéri eskü fejében kiszabadul VI. Henrik fogságából.[1]
- június 27. – VII. Sancho navarrai király (VI. Sancho fia) trónra lépése (1234-ig uralkodik).
- november 20. – VI. Henrik elfoglalja Palermót.
- december 25. – VI. Henriket (I. Henrikként) szicíliai királlyá koronázzák (1197-ig uralkodik).

### Határozatlan dátumú események
- Elkezdődik a chartres-i székesegyház építése.[2]
- Portsmouth szabad királyi város lesz.

## Születések
- december 26. – II. Frigyes német-római császár († 1250)

## Halálozások
- február 20. – Leccei Tankréd nápolyi és szicíliai király (* 1130 / 1134).
- május 5. – II. Kázmér lengyel fejedelem
- június 27. – VI. Sancho navarrai király (* 1132).
- december 31. – V. Lipót osztrák herceg (* 1157).